# Judith Krüger
Judith « Jutta » Krüger épouse Neumann (née le 22 août 1932 à Berlin-Lankwitz) est une lanceuse de javelot allemande.

## Carrière
Elle participe aux Jeux olympiques d'été de 1952 à Helsinki, où elle est 8e de la finale avec un jet à 44,30 m.
Aux championnats d'Europe d'athlétisme, elle est quatrième en 1954 à Berne (47,39 m) puis médaille de bronze en 1958 à Stockholm.
Elle est championne d'Allemagne en 1952, 1954 et 1958, vice-championne en 1953.
Son record personnel est un lancer à 54,66 m le 22 juin 1958 à Berlin. Elle obtient le record d'Allemagne à l'occasion des Championnats d'Allemagne d'athlétisme 1954 avec un lancer à 49,67 m.
Elle appartient au SSC Südwest Berlin puis à partir de 1954 au OSC Berlin. En 1956, elle épouse son entraîneur Horst Neumann et se présente alors sous son nom d'épouse.
Krüger a aussi une sélection internationale en tant que joueuse de handball.